# لرج کیستا
لرج کیستا (به سوئدی: Kista torn) یک سازه (ساختمان) در سوئد است که در بخش استکهلم واقع شده‌است.